# مصطفى سلمات
مصطفى سلمات (1944 - 2011) هو ممثل مغربي.

## مسيرته
بدأ الفنان مصطفى سلمات حياته الفنية منذ الستينات من القرن الماضي، حيث تألق على خشبة المسرح وقدم العديد من الأدوار السينمائية وشارك في الكثير من الدراما التلفزيونية، وهو من أبرز الأسماء التي جمعت بين مجالات التمثيل في المغرب، فشارك في المسرح بدور بمسرحية «سلطان الطلبة» و«عطيل» و«عبد الرحمن المجذوب» و«أبو حيان التوحيدي» و«المقامات» و«الغفران». وقد عمل مع رائد المسرح الطيب الصديقي بفرقة مسرح الطيب الصديقي، ومع فرقة المعمورة ثم مع فرقة مسرح اليوم.

## روابط خارجية
- مصطفى سلمات على موقع IMDb (الإنجليزية)
- مصطفى سلمات على موقع قاعدة بيانات الفيلم (الإنجليزية)
- مصطفى سلمات على موقع السينما.كوم